# Rudy Winkler
Rudy Winkler (né le 6 décembre 1994) est un athlète américain, spécialiste du lancer de marteau.
Le 6 juillet 2016, dans le Hayward Field d'Eugene, lors des sélections olympiques américaines, il réussit son record personnel, en 76,76 m, pour remporter le titre national. Bien que la mesure soit légèrement inférieure au minima olympique, il est néanmoins repêché par l'IAAF, en raison du quota de place pour cette épreuve, non atteint (32). A Rio il est éliminé en qualifications.
Il avait remporté la médaille d'argent lors des Championnats panaméricains juniors 2013.
Il confirme en remportant le titre national 2018 à Des Moines.
En 2021, Rudy Winkler bat le vieux record des États-Unis, détenu depuis 25 ans par Lance Deal, en réalisant 82,71 m aux Sélections olympiques. Aux Jeux de Tokyo il termine septième.
En 2023 il devient champion NACAC
grâce à un lancer à 78,29 m.

## Palmarès
| Date | Compétition           | Lieu     | Résultat | Épreuve | Marque  |
| ---- | --------------------- | -------- | -------- | ------- | ------- |
| 2018 | Championnats NACAC    | Toronto  | 4e       | Marteau | 70,45 m |
| 2019 | Jeux panaméricains    | Lima     | 8e       | Marteau | 71,84 m |
| 2021 | Jeux olympiques       | Tokyo    | 7e       | Marteau | 77,08 m |
| 2022 | Championnats du monde | Eugene   | 6e       | Marteau | 78,99 m |
| 2022 | Championnats NACAC    | Freeport | 1er      | Marteau | 78,29 m |
| 2023 | Championnats du monde | Budapest | 8e       | Marteau | 76,04 m |
| 2023 | Jeux panaméricains    | Santiago | 3e       | Marteau | 76,65 m |
| 2024 | Jeux olympiques       | Paris    | 6e       | Marteau | 77,92 m |

### National
- Championnats des États-Unis d'athlétisme :
  - Plein air : vainqueur en 2016, 2018, 2021 et 2023

## Records
| Épreuve           | Performance  | Lieu   | Date           |
| ----------------- | ------------ | ------ | -------------- |
| Lancer du marteau | 83,16 m (NR) | Eugene | 5 juillet 2025 |